# Wolfgang Marguerre
Wolfgang Marguerre (* 30. Januar 1941 in Heidelberg) ist ein deutscher Unternehmer und Mäzen. Er ist zusammen mit Robert Taub Gründer und seit 1995 alleiniger Eigentümer und CEO des Blutplasma-Fraktionierungsunternehmens Octapharma AG in der Schweiz.

## Leben
Marguerre wuchs in einem bürgerlichen und bildungsorientierten Haushalt in der Bergstraße in seiner Geburtsstadt Heidelberg auf. Er ist der Sohn von Ferdinand Marguerre (1909–1996) und seiner Ehefrau Anneliese geb. Klie (1915–1981). Als Kind begann er das Spielen auf der Geige und erwog später kurzzeitig eine Karriere als Musiker einzuschlagen. Er studierte an der Universität Heidelberg Politik- und Wirtschaftswissenschaften und finanzierte sein Studium als Taxifahrer und Hilfsarbeiter am Bau. 1972 erlangte er den MBA am INSEAD in Fontainebleau. Nach seiner Tätigkeit bei Pharmaplast in Kopenhagen wurde er Direktor der Baxter-Travenol Europe in Brüssel und bis 1983 Manager der Revlon Healthcare Group in Paris. Im selben Jahr gründete er ein eigenes Unternehmen, die Octapharma, die zwei Jahre später das erste eigene Produkt lancierte.
Marguerre ist in 2. Ehe mit Barbara verheiratet und hat 5 Kinder. Sein Sohn Tobias und sein Bruder Cornelius sind in der Geschäftsleitung von Octapharma, wohingegen Sohn Frederic dort nicht mehr vertreten ist. Sein Großvater ist der deutsch-belgische Ingenieur, Erfinder und Unternehmer Fritz Marguerre. Sein Onkel Karl Marguerre war langjähriger Mathematik-Professor an der TH Darmstadt.

## Patente
Wolfgang Marguerre ist Inhaber von neun Patenten im Bereich Infektionen und Blutplasma.

## Vermögen
Das Vermögen von Wolfgang Marguerre beträgt gemäß der Forbes-Liste 2016 etwa 6,1 Milliarden US-Dollar. Damit belegt er Platz 196 (2015: 663) auf der Forbes-Liste der reichsten Menschen der Welt. Das Schweizer Wirtschaftsmagazin Bilanz des Schweizer Medienportals Blick.ch führte Marguerre Ende 2014 auf seiner Liste der „300 Reichsten“ auf Platz 76. In der Liste der deutschen Ausgabe von BILANZ, das deutsche Wirtschaftsmagazin wird er auf Platz 83 der Liste der 500 reichsten Deutschen geführt.

## Philanthropie
Mit einer Spende über 15 Millionen Euro hat er die Sanierung des Theaters in Heidelberg (bei einem Gesamtspendenumfang von 19 Millionen Euro und einem Gesamtaufwand von knapp 60 Millionen) wesentlich vorangebracht. Laut der Rhein-Neckar-Zeitung wäre der Umbau ohne sein Engagement nicht möglich gewesen. Der Neue Saal des Gebäudes wurde nach Marguerre benannt.
Im September 2015 unterstützte er mit einer Million Euro die Flüchtlingsarbeit in Heidelberg. Marguerre ist in zweiter Ehe verheiratet, er begründete die Spende mit der Herkunft der Familie seiner zweiten Ehefrau Barbara, die aus Danzig fliehen musste. Mit dem Geld soll ein Deutschkurszentrum für Flüchtlinge entstehen, vorgesehen sind außerdem Sprachförderung an zehn Grundschulen in der Stadt, Lernmaterialien für die Flüchtlingsunterkünfte, sowie Geld für die Schulungen Ehrenamtlicher.
Im Oktober 2015 spendete Marguerre 250.000 Euro für Innovationen im medizinischen Training für die Ärzteausbildung am Universitätsklinikum Heidelberg.
Für die Neugestaltung des Heidelberger Theaterplatzes, der im September 2020 eröffnet wurde, spendete Marguerre 680.000 Euro.
Im Mai 2021 spendete Marguerre 500.000 Euro zugunsten kleiner inhabergeführter Geschäfte in Heidelberg.
Im Dezember 2024 wurde bekannt, dass Marguerre einen hohen zweistelligen Millionenbetrag für den Aufbau von Konzertsaal, Wohngebäuden und Restaurants innerhalb des Geländes des Heidelberger Stifts Neuburg investieren will, um hochbegabte junge Kammermusiker und Musikstudenten zu fördern.

## Auszeichnungen
- 2009 Légion d’honneur[4][24]
- 2010 Mitgliedschaft im Heidelberg Club International, einem Netzwerk von Persönlichkeiten aus Wissenschaft, Wirtschaft, Kultur und Politik, die als Botschafter Heidelbergs in der ganzen Welt fungieren.[25]
- 2010 Benennung der Wolfgang-Marguerre-Allee in Springe am Deister nach ihm. Sie führt zur Octapharma Produktionsgesellschaft in Springe.[26][27]
- 2011 Großes Goldenes Ehrenzeichen des Landes Österreich[4][28][29][30]
- 2011 Sponsor of the year von Save one life[31][32]
- 2015 Auszeichnung als Ehrensenator der Ruprecht-Karls-Universität Heidelberg während der Feierlichkeiten zum 629. Geburtstag der Universität.[33][34]
- 2016 Verdienstorden des Landes Baden-Württemberg
- 2023 Ehrenbürger der Stadt Heidelberg[35]

## Kritik
Marguerres Unternehmen geriet 2015 im Rahmen seines Engagements in der Flüchtlingskrise in die Kritik, weil sie dem früheren portugiesischen Regierungschef José Sócrates 2013 ein Beraterhonorar gezahlt haben soll. Gegen den Sozialisten wurde wegen Steuerhinterziehung, Geldwäsche und Korruption ermittelt. Die Aufklärung der Sachverhalte durch die portugiesische Justiz gestaltete sich in der Folge schwierig. „Die Geschichte sei glatt gelogen gewesen“ kommentierte Marguerre den Vorwurf gegenüber Kontext: Wochenzeitung.

## Rezeption
- Harald Barrios: Die Außenpolitik junger Demokratien in Südamerika: Argentinien, Brasilien, Chile und Uruguay. Springer Fachmedien Wiesbaden Opladen 1999, Band 1 von Junge Demokratien, 443 Seiten, ISBN 978-3-663-09677-1, S. 9: Danksagung.[38]
- Klaus Welzel: Die ganze Welt ist Bühne. Das Heidelberger Bürgertheater im neuen Gewand. Engelhardt und Bauer, Karlsruhe, 2012, 202 Seiten, ISBN 978-3-941850-43-9[39][40]
- Western Europe Major Chemical Manufacturers 2011. Business Information Agency 2011, ISBN 978-1-4187-8520-8.
- Filmdokumentation: Pierre Monnard, Regie: Das Geschäft mit dem Blut. Schweiz / Frankreich, 2016. 53 Min. Arte.

## Musik
- Wolfgang Marguerre, Marianne Venzago, Christian Delacroix, Thierry Stockel: String Quartet No. 21 in D major, K.575 / Streichquartett D-Dur, KV575[41]
- Mendelssohn Piano Trio / Klaviertrio: Felix Mendelssohn Bartholdy (Composer), Eugen Polus (Performer), Wolfgang Marguerre (Performer), Christian Delacroix (Performer), Mendelssohn Piano Trio (Orchestra) Format: Audio-CD, Label: octapharma, Spielzeit: 29.24 minutes
- Förderer der „Jungen Kammerphilharmonie Rhein-Neckar“[42]
- Kammermusik:[43] Eugen Polus (Piano), Wolfgang Marguerre (Violine), Christian Delacroix (Violoncello): Piano Trios[44]